# Championnat de Bulgarie de football 1925
Navigation
Saison précédente Saison suivante
La saison 1925 du Championnat de Bulgarie de football était la 2e édition du championnat de première division en Bulgarie. Six clubs prennent part à la compétition, qui se déroule sous forme de coupe avec match simple.
Le SK Vladislav Varna devient le premier champion de Bulgarie de l'histoire, en battant en finale le PFK Levski Sofia 2 buts à 0.

## Les 6 clubs participants
| - PFK Levski Sofia - Levski Dupnitsa - SK Vladislav Varna - Benkovski Pobeda - Asenovets Sliven - Orel Vratsa |

## Compétition
|  | Quarts de finale   | Quarts de finale   | Quarts de finale   | Quarts de finale   |                    |                    | Demi-finales | Demi-finales | Demi-finales | Demi-finales |  |  | Finale | Finale | Finale | Finale |
|  |                    |                    |                    |                    |                    |                    |              |              |              |              |  |  |        |        |        |        |
|  |                    |                    |                    |                    |                    |                    |              |              |              |              |  |  |        |        |        |        |
|  |                    |                    |                    |                    |                    |                    |              |              |              |              |  |  |        |        |        |        |
|  | Benkovski Pobeda   |                    |                    |                    |                    |                    |              |              |              |              |  |  |        |        |        |        |
|  |                    |                    |                    |                    |                    |                    |              |              |              |              |  |  |        |        |        |        |
|  | exempt             |                    |                    |                    |                    |                    |              |              |              |              |  |  |        |        |        |        |
|  | Benkovski Pobeda   | Benkovski Pobeda   | 0                  | 0                  |                    |                    |              |              |              |              |  |  |        |        |        |        |
|  | Benkovski Pobeda   | Benkovski Pobeda   | 0                  | 0                  |                    |                    |              |              |              |              |  |  |        |        |        |        |
|  |                    |                    | PFK Levski Sofia   | PFK Levski Sofia   | 4                  | 4                  |              |              |              |              |  |  |        |        |        |        |
|  | PFK Levski Sofia   |                    | PFK Levski Sofia   | PFK Levski Sofia   | 4                  | 4                  |              |              |              |              |  |  |        |        |        |        |
|  |                    |                    |                    |                    |                    |                    |              |              |              |              |  |  |        |        |        |        |
|  | exempt             |                    |                    |                    |                    |                    |              |              |              |              |  |  |        |        |        |        |
|  | PFK Levski Sofia   | PFK Levski Sofia   | 0                  | 0                  |                    |                    |              |              |              |              |  |  |        |        |        |        |
|  | PFK Levski Sofia   | PFK Levski Sofia   | 0                  | 0                  |                    |                    |              |              |              |              |  |  |        |        |        |        |
|  |                    |                    | SK Vladislav Varna | SK Vladislav Varna | 2                  | 2                  |              |              |              |              |  |  |        |        |        |        |
|  | SK Vladislav Varna | SK Vladislav Varna | SK Vladislav Varna | SK Vladislav Varna | 2                  | 2                  | 3            | 3            |              |              |  |  |        |        |        |        |
|  | SK Vladislav Varna | SK Vladislav Varna |                    |                    |                    |                    |              |              |              |              |  |  |        |        |        |        |
|  | Asenovets Sliven   | Asenovets Sliven   | 0                  | 0                  |                    |                    |              |              |              |              |  |  |        |        |        |        |
|  | Asenovets Sliven   | Asenovets Sliven   | 0                  | 0                  | SK Vladislav Varna | SK Vladislav Varna | 4            | 4            |              |              |  |  |        |        |        |        |
|  |                    |                    |                    |                    | SK Vladislav Varna | SK Vladislav Varna | 4            | 4            |              |              |  |  |        |        |        |        |
|  |                    |                    | Levski Dupnitsa    | Levski Dupnitsa    | 0                  | 0                  |              |              |              |              |  |  |        |        |        |        |
|  | Levski Dupnitsa    | Levski Dupnitsa    | Levski Dupnitsa    | Levski Dupnitsa    | 0                  | 0                  | 5            | 5            |              |              |  |  |        |        |        |        |
|  | Levski Dupnitsa    | Levski Dupnitsa    |                    |                    |                    |                    |              | 5            |              |              |  |  |        |        |        |        |
|  | Orel Vratsa        | Orel Vratsa        | 0                  | 0                  |                    |                    |              |              |              |              |  |  |        |        |        |        |
|  | Orel Vratsa        | Orel Vratsa        | 0                  | 0                  |                    |                    |              |              |              |              |  |  |        |        |        |        |
|  |                    |                    |                    |                    |                    |                    |              |              |              |              |  |  |        |        |        |        |

## Bilan de la saison
| Championnat de Bulgarie de football 1925 |                                |
| Champion                                 | SK Vladislav Varna (1er titre) |
| Promotions et relégations                |                                |
| Promus en Vissha PFL                     | Aucun                          |
| Relégués en B PFL                        | Aucun                          |